# Adisara
Adisara is een bestuurslaag in het regentschap Banyumas van de provincie Midden-Java, Indonesië. Adisara telt 3511 inwoners (volkstelling 2010).